# Йенс Мунк
 Тази статия е за норвежкия мореплавател.  За едноименния остров вижте Йенс Мунк (остров, Канада).  
Йенс Мунк (на норвежки: Jens Munk) е норвежко-датски мореплавател и изследовател. Служи на крал Кристиан IV на Дания. Най-известен е с опитите си да намери Северозападния проход. 

## Биография

### Произход и младежки години (1579 – 1609)
Роден е на 3 юни 1579 година в Арендал, Норвегия, в семейство на беден благородник. На 8-годишна възраст се премества с майка си в Аалборг, Дания.
През 1591 г., на 12-годишна възраст Мунк отива в Порто Порто, където става моряк и работи за корабостроителен магнат. На следващата година отплава за Бразилия. Живее в Баия (днешен град Салвадор) в продължение на шест години и през 1598 се завръща в Дания.

### Експедиционна дейност (1609 – 1620)
През 1609 и 1610 г. прави два неуспешни опита за намиране на Северозападния проход. През 1611 – 1613 участва като командир на кораб в Калмарската война. През следващите години е „кралски пират“, както е било модерно по това време.
През 1619 г. по нареждане на датския крал с два кораба и 64 души екипаж е назначен на експедиция, която трябва да открие Северозападния проход. През юни влиза в Хъдсъновия залив, продължава на югозапад и вторично открива залива Батън (31 юли) и устието на вливащата се в него река Чърчил (7 септември) на западния бряг на Хъдсъновия залив. Поради настъпващите студове се налага зимуване на брега на залива. Зимата се оказва изключително сурова, а екипажът не е снабден с топли дрехи и хранителни припаси. От скорбут умират 61 души и към юни 1620 живи остават само Мунк и двама моряци. През лятото те възстановяват силите си, запасяват се с хранителни припаси и с единия кораб на 25 септември 1620 се добират до Берген.

### Последни години (1620 – 1628)
След завръщането си от експедицията Мунк продължава морската си кариера в датския флот. По време на Тридесетгодишната война (1618 – 1648) води блокадата на река Весър през 1626 и 1627.
Умира на 28 юни 1628 година в Копенхаген на 49-годишна възраст.

## Памет
Неговото име носи остров Йенс Мунк (69°39′ с. ш. 80°04′ з. д. / 69.65° с. ш. 80.066667° з. д.) в Канадския арктичен архипелаг.